# 秋葉賢一
秋葉 賢一（あきば けんいち、1963年10月30日 - ）は、日本の公認会計士。早稲田大学大学院教授。有限責任あずさ監査法人代表社員、日本銀行金融研究所客員研究員、財務会計基準機構企業会計基準委員会主席研究員等を歴任した。

## 人物・経歴
1986年横浜国立大学経営学部卒業、英和監査法人入所。1989年公認会計士登録。1997年日本銀行金融研究所客員研究員。1999年金融庁企業会計審議会第一部会・固定資産部会幹事。2001年国土交通省国土審議会土地政策分科会不動産鑑定評価部会専門委員。2004年有限責任あずさ監査法人代表社員、財務会計基準機構企業会計基準委員会主席研究員。2009年早稲田大学大学院会計研究科教授、公認会計士試験試験委員（財務会計）。2013年金融庁企業会計審議会企画調整部会専門委員。2014年預金保険機構優先株式等処分審査会委員。2015年ジャフコ取締役。2018年三井住友海上火災保険監査役。2019年国税庁国税審議会委員。

## 著書

### 単著
- 『デリバティブ類似取引の会計処理 ――クレジット・デリバティブとコミットメント・ラインについて――』日本銀行金融研究所〈Discussion Paper No.99-J-10〉、1999年。
- 『資産と負債の相殺表示について』日本銀行金融研究所〈Discussion Paper No.99-J-40〉、1999年。
- 『エッセンシャルIFRS』中央経済社、2011年。ISBN 9784502438905。
  - 『エッセンシャルIFRS』（第2版）中央経済社、2012年。ISBN 9784502452802。
  - 『エッセンシャルIFRS』（第3版）中央経済社、2014年。ISBN 9784502091605。
  - 『エッセンシャルIFRS』（第4版）中央経済社、2015年。ISBN 9784502158216。
  - 『エッセンシャルIFRS』（第5版）中央経済社、2016年。ISBN 9784502213618。
  - 『エッセンシャルIFRS』（第6版）中央経済社、2011年。ISBN 9784502283215。
- 『会計基準の読み方Q&A100』中央経済社、2014年。ISBN 9784502087202。
  - 『会計基準の読み方Q&A100』（第2版）中央経済社、2019年。ISBN 9784502300912。

### 共著
- 秋葉賢一、古市峰子、近暁『企業会計情報の有用性と財務諸表の役割 ――金融資産の時価情報とキャッシュフロー情報を中心に――』日本銀行金融研究所〈Discussion Paper No.98-J-31〉、1998年。
- 秋葉賢一、今給黎真一、豊田俊一『退職給付制度間の移行等に関する会計処理について』財務会計基準機構〈講演録シリーズ No.2〉、2002年。
- 秋葉賢一、板橋淳志、今給黎真一『1株当たり当期純利益に関する会計基準等について』財務会計基準機構〈講演録シリーズ No.3〉、2002年。
- 秋葉賢一、中村昌史、堀江徳至『連結納税制度を適用する場合の税効果会計に関する取扱いについて』財務会計基準機構〈講演録シリーズ no.5〉、2003年。
- 西川郁生編著、秋葉賢一、長谷川茂男、石川博行、柳良平『企業価値向上のための財務会計リテラシー』日本経済新聞出版社、2016年。ISBN 9784532320997。
- 秋葉賢一、尾崎安央『研究所開設10周年記念講演会』ディスクロージャー&IR総合研究所、2017年。